# Louis Le Prince
Louis Aimé Augustin Le Prince (ur. 28 sierpnia 1842 w Metzu, zaginął 16 września 1890) – francuski wynalazca, uważany za pierwszego twórcę filmowego na świecie.

## Życiorys
Był synem francuskiego oficera, zaprzyjaźnionego z pionierem fotografii, Louisem Daguerre’em i jako dziecko bywając w jego atelier zafascynował się technikami utrwalania obrazu. Studiował chemię i fizykę na uniwersytecie w Lipsku, a następnie pracował jako fotograf i malarz. W 1886 skonstruował i opatentował w USA 16-obiektywową kamerę, w 1888 wykonał prototypy i opatentował jednoobiektywowej kamery i projektora, na kilka lat przed wynalezieniem kinetoskopu Edisona.
Krótka scena zatytułowana Roundhay Garden Scene, a sfilmowana przez Le Prince’a w roku 1888 na papierze fotograficznym Eastmana przy użyciu kamery własnej produkcji jest uważana za najstarszy znany zapis filmowy, poprzedzający twórczość braci Lumière.
Le Prince zniknął w tajemniczych okolicznościach w roku 1890 w czasie podróży pociągiem z Dijon do Paryża, na krótko przed oficjalnym pokazem jego wynalazku, zaplanowanym w Stanach Zjednoczonych. Pomimo intensywnych poszukiwań rodziny oraz policji francuskiej i angielskiej, nie udało się znaleźć żadnego śladu jego ciała lub bagażu. Obecnie uważa się na podstawie fotografii będącej w posiadaniu paryskiej policji, że utonął.

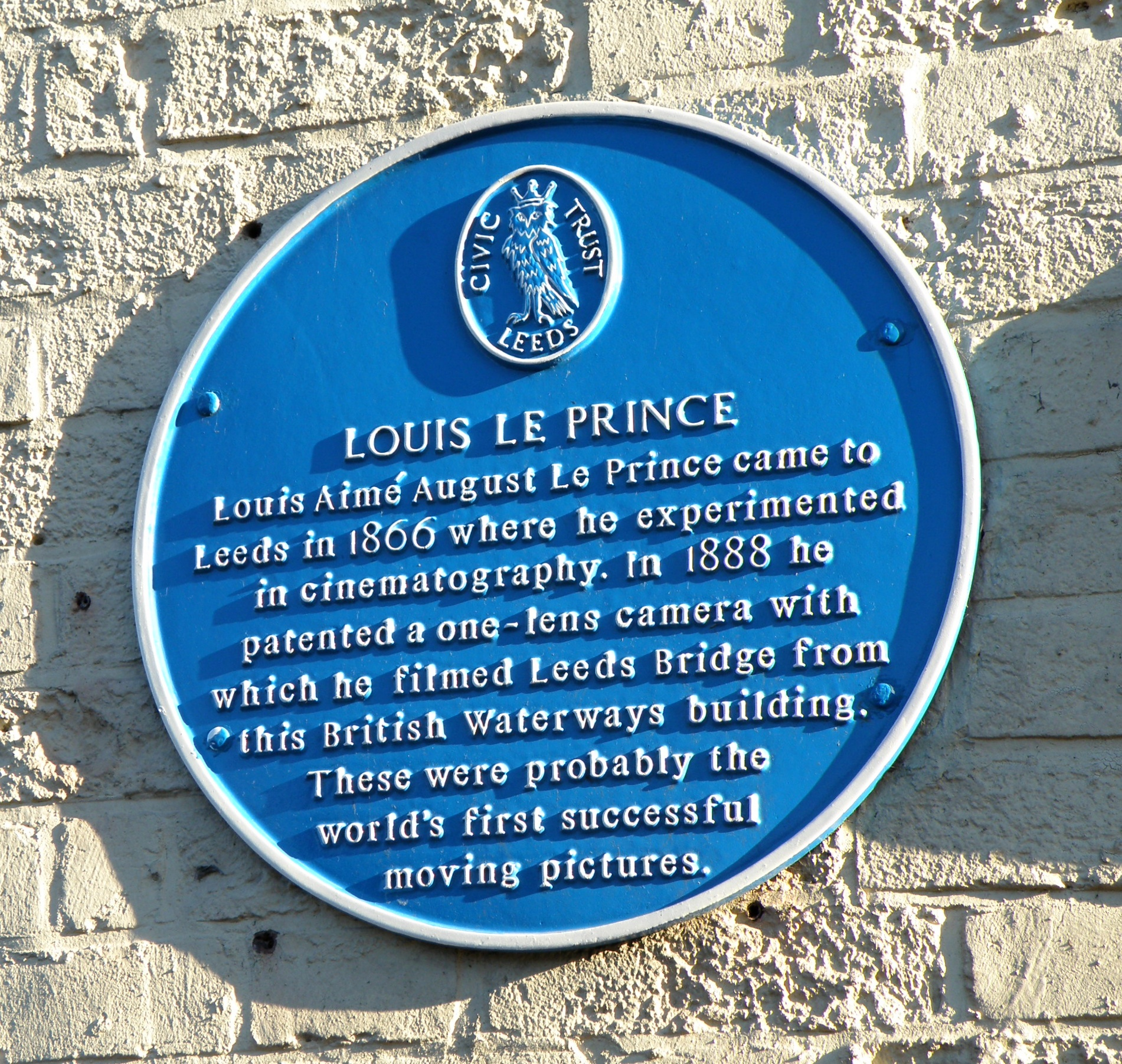
Tablica w Leeds

## Filmografia
- Man Walking Around a Corner (1888)
- Roundhay Garden Scene (1888)
- Traffic Crossing Leeds Bridge (1888)
- Accordion Player (1888)